# سنگچین (صحنه)
سنگچین (صحنه)، روستایی از توابع بخش مرکزی شهرستان صحنه در استان کرمانشاه ایران است.

## جمعیت
این روستا در دهستان هجر قرار دارد و براساس سرشماری مرکز آمار ایران در سال ۱۳۹۵، جمعیت آن ۱۵۲ نفر (۵۴ خانوار) بوده‌است.دارای ۴۲۰ هکتار زمین آبی و دیم می باشد که  به دلیل داشتن شرایط  خاص آب و هوایی در طول سال  و زمین های زراعی حاصلخیز موجب افزایش راندمان محصولات کشاورزی  شده است .تپه واقع در روستا  در سال ۱۳۸۴ ثبت ملی گردید و جز آثار تاریخی می باشد  که ریشه در تاریخ قبل اسلام دارد .مردم این روستا کرد زبان و گویش دینوری دارند که این گویش ریشه در گویش هورامی است،شغل اصلی مردم این‌روستا کشاورزی و دامداری می باشد.بیشتر جوانان این روستا دارای تحصیلات عالی  می باشند .